# 柳家金太夫
柳家 金太夫（やなぎや きんたゆう、安政5年（1858年）2月10日 - 昭和17年（1942年）3月23日）は、落語家。本名∶恒川 駒吉。

## 経歴
明治10年代ころ4代目立川談志（釜掘りの談志）の門で立川談遊。その後つまびらかではないが1890年に立川談志を継ぐ。
1915年ころまで談志を名乗ったがほとんど高座には上がらず、翌年初代三遊亭圓右の門で三遊亭？右の字（右之字）となり、貸席の管理人になり引退同然となる。
1921年ころ2代目三遊亭金馬の門で三遊亭？金駒の名前で復帰。大正の末は柳家金語楼一座で柳家金太夫の名で1935年頃まで名簿に見える。
談志のころが最盛期で大正に入り楽屋を往来するのみで高座は上がっていなかった模様。
世田谷区北烏山5-15-1　妙壽寺に墓石あり 同寺過去帳記載内容 5代目立川談志恒川駒吉 法名・本壽宗要信士 安政5年（1858年）2月10日生・昭和17年（1942年）3月23日杉並区浴風園にて心臓麻痺で死亡・享年84